# Lewobereschnoje (Kaliningrad)
Lewobereschnoje (russisch Левобережное, deutsch Schakuhnen, 1938 bis 1945 Schakendorf (Ostpr.), litauisch Šakūnai) ist ein Ort in der russischen Oblast Kaliningrad. Er gehört zur kommunalen Selbstverwaltungseinheit Stadtkreis Slawsk im Rajon Slawsk.

## Geographische Lage
Die Ortschaft liegt 16 Kilometer südlich der einstigen Kreisstadt Heydekrug (heute litauisch: Šilutė) und 22 Kilometer nordwestlich der jetzigen Rajonshauptstadt Slawsk (Heinrichswalde) und ist über eine Stichstraße im Abzweig von der Regionalstraße 27A-034 (ex R513)  westlich von Jasnoje (Kaukehmen, 1938 bis 1946 Kuckerneese) zu erreichen. Eine Bahnanbindung besteht nicht mehr, seit die Bahnstrecke Brittanien–Karkeln (Schtscheglowka–Myssowka) der Niederungsbahn (Elchniederungsbahn) aufgegeben worden ist.

## Geschichte
Das Schaknunen genannte kleine Dorf wurde 1874 Amtsdorf und damit namensgebend für einen neu errichteten Amtsbezirk, der zum Kreis Heydekrug im Regierungsbezirk Gumbinnen in der preußischen Provinz Ostpreußen gehörte. Am 1. Juli 1922 wurde der Amtsbezirk vom Kreis Heydekrug in den Kreis Niederung (ab 1939: „Kreis Elchniederung“) umgegliedert, zu dem er bis 1945 gehörte. Am 3. Juni 1938 wurde der Ort in „Schakendorf (Ostpr.)“ umbenannt.
Nach dem Zweiten Weltkrieg  wurde der Ort im Sommer 1945 zusammen mit dem nördlichen Ostpreußen unter sowjetische Verwaltung gestellt  und erhielt 1947 die russische Bezeichnung Lewobereschnoje, deutsch etwa „Ort am linken Ufer“, offensichtlich in Bezug auf die Lage an der Memel. Zunächst wurde der Ort in den Dorfsowjet Jasnowski selski Sowet eingeordnet und im Jahr 1950 dann selber Sitz eines Dorfsowjets. Nach Auflösung dieses Dorfsowjets im Jahr 1965 gelangte der Ort in den Prochladnenski selski Sowet. Von 2008 bis 2015 gehörte Lewobereschnoje zur Landgemeinde Jasnowskoje selskoje posselenije und seither zum Stadtkreis Slawsk.

### Einwohnerentwicklung
| Jahr | Einwohner |
| ---- | --------- |
| 1910 | 392       |
| 1925 | 386       |
| 1933 | 401       |
| 1939 | 368       |
| 2002 | 195       |
| 2010 | 159       |

### Amtsbezirk Schakuhnen/Schakendorf (bis 1945)
Zum Amtsbezirk Schakuhnen gehörten anfangs neun Gemeinden, am Ende waren es noch sieben:
| Name                            | Änderungsname 1938 bis 1946 | Russischer Name | Bemerkungen                      |
| ------------------------------- | --------------------------- | --------------- | -------------------------------- |
| Jodischken                      | Jodingen                    | Orlowka         |                                  |
| Luttken                         |                             | Moskowskoje     | 1938 nach Jägerhöh eingegliedert |
| Perkuhnen                       |                             | Perekrjostnoje  |                                  |
| Schakuhnen                      | Schakendorf (Ostpr.)        | Lewobereschnoje |                                  |
| Schillgallen                    | Hochdünen                   | Barchany        |                                  |
| Schneiderende                   |                             |                 |                                  |
| Schudereiten                    |                             |                 | 1938 nach Jägerhöh eingegliedert |
| Staldszen, ab 1936: Staldschen  |                             | Dimitrowo       | 1938 nach Jägerhöh eingegliedert |
| Wieszeiten 1936–38: Wiescheiten | Kleinsommershöfen           | Moskowskoje     |                                  |

Am 1. Januar 1945 bildeten den Amtsbezirk Schakendorf nur noch die Gemeinden Hochdünen, Jägerhöh, Jodingen, Kleinsommershöfen, Perkuhnen, Schakendorf und Schneiderende.

### Lewobereschenski selski Sowet 1950–1965
Der Dorfsowjet Lewobereschenski selski Sowet (ru. Левобереженский сельский Совет) wurde im Oktober 1950 eingerichtet. Vermutlich im Jahr 1965 wurde der Dorfsowjet wieder aufgelöst und an den neu gebildeten Prochladnenski selski Sowet angeschlossen. Vermutlich gehörten folgende Orte, die vorher zum Jasnowski selski Sowet gehört hatten, zu diesem Dorfsowjet:
| Ortsname                       | Name bis 1947/50                                       | Jahr der Umbenennung |
| ------------------------------ | ------------------------------------------------------ | -------------------- |
| Barchany (Барханы)             | Schillgallen, 1938–1945: „Hochdünen“                   | 1950                 |
| Borowoje (Боровое)             | Skirwieth                                              | 1950                 |
| Dimitrowo (Димитрово)          | Staldszen/Staldschen, 1938–1945: zu „Jägerhöh“         | 1950                 |
| Djunnoje (Дюнное)              | Ackmenischken, 1938–1945: „Dünen“                      | 1950                 |
| Jasnopoljanka (Яснополянка)    | Spucken, 1938–1945: „Stucken“                          | 1947                 |
| Krugloje (Круглое)             | Lebbeden, 1938–1945: „Friedeberg“                      | 1950                 |
| Lebedjanskoje (Лебедянское)    | Girgsden                                               | 1947                 |
| Lewobereschnoje (Левобережное) | Schakuhnen, 1938–1945: „Schakendorf“                   | 1947                 |
| Moskowskoje (Московское)       | Wieszeiten/Wiescheiten, 1938–1945: „Kleinsommershöfen“ | 1947                 |
| Myssowka (Мысовка)             | Karkeln                                                | 1947                 |
| Nowosjolki (Новосёлки)         | Labben                                                 | 1950                 |
| Obraszowo (Образцово)          | Katrinigkeiten, 1938–1945: „Schorningen“               | 1950                 |
| Obwodnoje (Обводное)           | Jäkischken                                             | 1950                 |
| Orlowka (Орловка)              | Jodischken, 1938–1945: „Jodingen“                      | 1950                 |
| Perekrjostnoje (Перекрёстное)  | Perkuhnen                                              | 1950                 |
| Pjatichatka (Пятихатка)        | Kol. Ibenhorst                                         | 1950                 |
| Primorskoje (Приморское)       | Fh. Ibenhorst                                          | 1950                 |
| Priwalowka (Приваловка)        | Nausseden, 1938–1945: „Kleindünen“                     | 1947                 |
| Rasdolnoje (Раздольное)        | Tramischen, 1938–1945: „Trammen“                       | 1947                 |
| Rasliw (Разлив)                | Derwehlischken, seit 1932: „zu“ Kallningken            | 1950                 |
| Rownoje (Ровное)               | Ackelningken, 1938–1945: „Ackeln“                      | 1950                 |
| Selenez (Зеленец)              | Ackminge, 1938–1945: „Ibenwerder“                      | 1947                 |
| Seleny Mys (Зелёный Мыс)       | Adlig Brionischken                                     | 1947                 |
| Selenzowka (Зеленцовка)        | Rewellen                                               | 1947                 |
| Topolewo (Тополево)            | Fh. Kerschkallen, 1938–1945: „Fh. Ibenstrom“           | 1950                 |
| Tscherjomuchowo (Черёмухово)   | Valtinkratsch, 1938–1945: „Valtinhof“                  | 1950                 |
| Tschistoje (Чистое)            | Bredschull, 1938–1945: „Kleinelchwinkel“               | 1950                 |

Als denkbar erscheint, dass in den Lewobereschenski selski Sowet auch einige Orte aus dem  Saliwenski selski Sowet eingeordnet wurden, vielleicht etwa Prochladnoje. Dies muss aber zunächst offenbleiben.

## Kirche
Hauptartikel → Kirche Schakuhnen

### Kirchengebäude
Bereits im Jahre 1697 entstand in Schakuhnen eine erste Kirche, zunächst eine aus Holz gebaute Kapelle. Im Jahre 1745 wurde dann ein neues Gotteshaus gebaut als schlichter Bau aus Feldsteinen. 1855/56 wurde der Turm mit einer Höhe von 31 Metern vorgesetzt. Bemerkenswertes Ausstattungsstück war ein sechseckiger Taufstein mit Stuckreliefs aus dem Leben Jesu von 1630/40. Obwohl die Kirche den Krieg überdauert hatte, wurde sie 1952/53 abgerissen, um Straßenbaumaterial zu gewinnen.

### Kirchengemeinde
Eine Kirchengemeinde evangelischer Konfession wurde in Schakuhnen im Jahre 1675 gegründet. Noch bis 1711 gehörte sie als Filialgemeinde zur Kirche Ruß (der Ort heißt heute litauisch: Rusnė), danach wurde sie eigenständig. Bis 1945 war sie Teil des Kirchenkreises Niederung in der Kirchenprovinz Ostpreußen der Kirche der Altpreußischen Union. Heute liegt Lewobereschnoje im Einzugsbereich der in den 1990er Jahren neu entstandenen evangelisch-lutherischen Kirchengemeinde in Slawsk (Heinrichswalde) innerhalb der Propstei Kaliningrad (Königsberg) der Evangelisch-lutherischen Kirche Europäisches Russland.